# 三長制
三長制（さんちょうせい）は、中国・北魏の孝文帝によって制定された村落統治制度。以降の北朝でも若干の変更はあるものの引き続き実施された。

## 概要
485年（または486年）、李沖の献策によって制定されたとされる。北魏では豪族が宗主・督護の名目で多数の民戸を隠して支配し、租税・力役徴収の妨害となっている事から、漢人・鮮卑などを民族の枠を取り払って末端行政の改革を図ることで人民の賦役の公平化と豪族による貧民搾取を制限して貧富の拡大を抑制する意図があった。これに対して、税制の混乱を招くとする傅思益・鄭義の反対があったが、馮太后・元丕らの賛成を受けて実施された。前者は従来の権益を守ろうとする漢人豪族側の立場に立ち、後者は鮮卑内部の格差拡大が軍事力低下につながることに危機感を抱く鮮卑支配層の立場に立ったものと考えられている。なお、古賀登は三長の制度は李沖の創作ではなく、漢人社会で古くから行われていた郷三老を制度化したものとする。
5家を隣、5隣を里、5里を党として、それぞれに長（隣長、里長、党長の三長）をおき、彼らが戸籍の作成、租税の徴収に当たった。長には免役の特権が与えられた（隣長は1丁、里長は2丁・党長は3丁）。この村落制度を前提として、均田制、均賦制、三五発卒（十五丁一番兵方式）などの諸制度が実施された。
その後の王朝にも三長制は引き継がれた。隣、里、党の区分は、北斉では比隣、閭里、族党、隋では保、閭里、族党と称された。